# Cercopithecus mitis
Il cercopiteco dal diadema (Cercopithecus mitis Wolf, 1822) è un primate della famiglia Cercopithecidae.

## Descrizione
È una delle specie di maggiori dimensioni del suo genere: la lunghezza del corpo può variare tra i 40 e 70 cm, quella della coda tra 70 e 100 cm, il peso tra 6 e 12 kg. Come per gli altri cercopitechi, vi è un notevole dimorfismo sessuale, con il maschio più grande della femmina. Il colore del dorso è grigio, marrone o olivastro, a seconda delle sottospecie, mentre il lato ventrale è più chiaro e le zampe sono quasi nere. Il nome comune è dovuto ad una chiazza chiara presente sulla fronte.

## Distribuzione e habitat
La specie è presente in zone dell'Africa centrale a ovest della Rift valley, in alcune regioni del Sudan e dell'Etiopia, nel bacino del Congo, nell'Angola settentrionale e nello Zambia nord-occidentale.
Gli habitat sono diversi ma sempre caratterizzati dalla presenza di alberi e dalla vicinanza dell'acqua.

## Biologia
Conducono vita arboricola ed hanno attività diurna. Vivono in gruppi territoriali, formati da 10 a 40 individui.

Si nutrono soprattutto di frutta, ma la dieta comprende anche semi e altri vegetali e occasionalmente vermi e altri piccoli animali.

L'accoppiamento può avvenire in qualsiasi periodo dell'anno. 

## Sottospecie
Sono note le seguenti sottospecie
- Cercopithecus mitis mitis, si trova in Malawi
- Cercopithecus mitis heymansi
- Cercopithecus mitis stuhlmanni
- Cercopithecus mitis elgonis
- Cercopithecus mitis botourlinii
- Cercopithecus mitis opitsthosticus